# Hospital de Santo André
O Hospital Santo André é um hospital público do Serviço Nacional de Saúde na cidade de Leiria, em Portugal. Faz parte da Unidade Local de Saúde da Região de Leiria. O atual edifício foi inaugurado em 1995 e tam capacidade de 527 camas.
O primeiro hospital de que há registo em Leiria remonta ao século XIII e denominava-se Albergaria de Nossa Senhora de Todos os Santos. Em 1544 surgiu o primeiro hospital da Misericórdia junto à Igreja da Misericórdia. Em 1800, foi inaugurado um novo hospital da Misericórdia, de iniciativa do bispo Dom Manuel de Aguiar. Após a Implantação da República, o hospital passou a ser denominado Hospital Dom Manuel de Aguiar. Em 1974, o hospital passou para a posse do Estado e recebeu a denominação de Hospital Distrital de Leira. Em 1995 foi inaugurado o atual edifício, batizado de Hospital de Santo André, tendo o anterior voltado para a posse da Misericórdia.